# Pierre Marchand
Pierre Marchand (Montreal, em 1958) é um compositor, músico e produtor musical canadense. É conhecido por ser um dos principais parceiros de trabalho da cantora Sarah McLachlan, tendo escrito canções como "Building a Mystery", "Adia", "Into the Fire" e "Fumbling Towards Ecstasy". É ganhador de 3 prêmios Juno, onde tem outros 6 indicações.